# Johnny Chaves
Johnny Gerardo Chaves Arias (Hatillo, San José, 26 de septiembre de 1960 - Granadilla, Curridabat, 19 de agosto de 2022) fue un futbolista y entrenador costarricense.

## Trayectoria
Nació el 26 de septiembre de 1960 en San José, es el mayor de cuatro hermanos —perdiendo a una hermana— y su infancia se desarrolló en Hatillo. Al residir en una zona de cafetales, armaba canchas con bambú y practicó el fútbol con sus amigos para que este deporte se convirtiera rápidamente en su pasión.

### Como jugador
Se desempeñó como guardameta en equipos de fútbol sala, en Segunda División —jugando para los clubes de San Miguel, Sagrada Familia, Universidad de Costa Rica y la Unión de Tres Ríos—, y en el combinado Sub-20 de Costa Rica. Terminó su carrera en la liga profesional de Toronto, Canadá.

### Como entrenador
La formación específica en el área de entrenador la llevó mediante cursos en Alemania y Países Bajos, adquiriendo un estilo de juego neerlandés al futbolista latinoamericano y transmitiéndole la constante disciplina. Chaves logró las carreras de preparador físico y entrenador de porteros.
A nivel nacional estudió en la Universidad de Costa Rica hasta graduarse con el rango de bachiller en educación física. Posteriormente se marchó de su país para ingresar a la Universidad de Leipzig en Alemania, y de esta forma obtener conocimientos en la especialidad de entrenamiento de fútbol. Su siguiente experiencia se dio en las capacitaciones que tuvo en la Federación de Fútbol de los Países Bajos, tras ganar las licencias internacionales y reconocidas por la UEFA con las categorías A, B y C de director técnico; luego pasó por cursos adicionales en otros países europeos así como en los latinoamericanos. Su constante interés en estudiar la filosofía del deporte le convirtió en el costarricense con más preparación en esta área, y también supo manejar los idiomas del inglés, neerlandés y un poco de alemán en su travesía.

#### Pérez Zeledón
Johnny estuvo vinculado con el Pérez Zeledón desde 1998 —pero debió ausentarse dos años para estudiar—, siendo el asistente técnico de los entrenadores Guillermo Guardia, Orlando de León y Carlos Restrepo que pasaron en el club. Su mayor logro en esta posición fue haber obtenido el subcampeonato de Primera División en la temporada 2004-05 —ganando el Torneo de Apertura contra el Deportivo Saprissa y perdiendo la final nacional frente a Alajuelense, campeón del Clausura—.
Debido a la salida del primer entrenador Carlos Restrepo, el 20 de junio de 2005, la dirigencia generaleña ratificó a Chaves para asumir el rol de estratega. Debutó en su posición el 31 de julio en el Estadio Municipal de Pérez Zeledón, por la fecha inaugural del Torneo de Apertura de la temporada 2005-06 contra el Cartaginés. Su club logró el empate 2-2 después de haber estado con el marcador adverso. En tan solo en la segunda jornada, recibió su primera derrota abultada de 4-0 ante el Herediano. Chaves pudo celebrar por primera vez una victoria el 14 de agosto en condición de local, con cifras de 3-0 sobre Ramonense. El técnico clasificó a su conjunto a la siguiente fase del certamen tras finalizar de segundo lugar del grupo B con veintiséis puntos —teniendo dieciséis juegos dirigidos, siete victorias, cinco empates y cuatro reveses—. En semifinales venció por la definición desde el punto de penal a Alajuelense, mientras que en las últimas instancias perdió por la vía de estos lanzamientos contra el Deportivo Saprissa, quedando subcampeón.
El 15 de enero de 2006 inició perdiendo la primera fecha del Torneo de Clausura, con marcador de 2-0 ante el Cartaginés en el Estadio "Fello" Meza. Tres días después conseguiría un resultado importante luego de vencer, de manera ajustada 2-1, al Herediano. Contabilizó un total de dieciséis partidos dirigidos, de los cuales ganó seis, empató cuatro y perdió seis, para que su equipo finalizara en el tercer lugar del grupo B y por lo tanto fuera de la zona de clasificación.
Para el Torneo de Apertura de la temporada 2006-07, Chaves sorprendería al ingresar a su club en el segundo sitio de la tabla del grupo B —con veintiocho puntos y por detrás del líder Saprissa—. A pesar de haber perdido la ida de los cuartos de final 3-0 contra Herediano, en la vuelta de esta serie disputada el 3 de diciembre, sus dirigidos obtuvieron la remontada histórica al derrotar 4-1 a los florenses, y forzando a los penales para luego ganar con cifras de 7-6. El 10 de diciembre fue la semifinal de ida, donde los generaleños perdieron 0-2 de local ante Alajuelense, y cinco días después triunfaron 0-1 en el cotejo de vuelta. Sin embargo, el agregado de 2-1 dejó fuera a su club de enfrentar la final por el título.
De igual manera, Chaves mantuvo al Pérez Zeledón en los planos del protagonismo del Torneo de Clausura 2007, llevándolo hasta la serie de cuartos de final, pero perdiendo contra Puntarenas por el marcador global de 2-0.
Con el Campeonato de Invierno 2007 en curso, el accionar de Johnny como entrenador le permitió ser candidato a coordinador de selecciones menores costarricenses, esto en el mes de septiembre, pero su club negó la salida de Chaves debido a que aún mantenía contrato con los generaleños. El 2 de diciembre, un día después de la pérdida 1-2 contra Alajuelense por la ida de los cuartos de final, se dio la destitución del estratega. El puesto fue tomado por su anterior asistente Óscar Alegre.

#### Universidad de Costa Rica
El 5 de diciembre de 2007, Chaves fue nombrado como el nuevo entrenador de la Universidad de Costa Rica, en reemplazo de Marvin Solano. En su primer partido desarrollado el 20 de enero de 2008, correspondiente al Campeonato de Verano, Johnny obtuvo la victoria de 1-2 sobre Carmelita para acabar con la racha de diez juegos sin ganar que arrastró su club en la anterior gestión. Durante la fase regular del torneo, alcanzó seis victorias, cuatro empates y seis derrotas, para clasificar a su conjunto a la etapa eliminatoria, y también eludió la zona de descenso en la que los académicos estuvieron comprometidos a lo largo de la temporada. A pesar de la pérdida en cuartos de final contra Brujas, la dirigencia mostró confianza al entrenador para que siguiera al frente del equipo.
En la temporada 2008-09, comprendida en los campeonatos de Invierno 2008 y Verano 2009, el director técnico acumuló 32 partidos dirigidos, donde obtuvo siete victorias, seis empates y diecinueve derrotas. En ambos torneos no logró clasificar a la ronda eliminatoria.
Sus últimos torneos se dieron en el Invierno 2009 y Verano 2010, contabilizando 32 juegos y cosechando 7 victorias, 11 empates y 14 pérdidas.

#### C. S. Cartaginés
El 30 de abril de 2010, es presentado como el nuevo director técnico del Cartaginés, club que se fijó en él por su preparación en la carrera. Firmó por un periodo de dos años. Debuta en el banquillo el 24 de julio en el Estadio Morera Soto contra Alajuelense, por la primera fecha del Campeonato de Invierno, dándose la derrota de su conjunto por 2-0. Logra acceder a la siguiente fase tras acabar en el segundo lugar del grupo A con veintitrés puntos. Superó en cuartos de final al Brujas pero quedó eliminado en semifinales frente a Alajuelense.
De nueva cuenta logra protagonismo en el Campeonato de Verano 2011 al llevar a los brumosos a los cuartos de final ante San Carlos, serie que terminó perdiendo.
Para el Campeonato de Invierno 2011, Chaves hizo del Cartaginés un equipo fuerte en casa y no perdió durante la fase regular. Clasificó a las semifinales y no logró trascender debido a la derrota en esta serie contra Herediano.
Su racha de clasificaciones consecutivas se acabó en el Campeonato de Verano 2012, quedándose fuera de las semifinales al quedar de sexto en la tabla.
El 28 de agosto de 2012, es cesado de su puesto a causa de los malos resultados que se le estaban presentando en el Campeonato de Invierno 2012, por las dos derrotas seguidas ante el Deportivo Saprissa (2-0) y Carmelita (1-2).

#### A. D. San Carlos
El 10 de septiembre de 2012, asume la dirección técnica de San Carlos en sustitución de Marvin Solano, con la tarea de sacar al equipo del último lugar. Su primer juego se llevó el 16 de septiembre contra Carmelita en el Estadio Morera Soto, donde perdió con marcador de 4-2.
El 6 de mayo de 2013, quedó fuera del conjunto sancarleño tras el descenso a la Segunda División.

#### Deportivo Mictlán
El 31 de octubre de 2013, firmó por el Deportivo Mictlán de Guatemala como reemplazo del chileno Sergio Pardo. Debutó el 6 de noviembre con victoria por 2-0 sobre Halcones.
En el cierre del Torneo de Clausura 2014, su club perdió la categoría luego de haber terminado en el undécimo puesto de la tabla acumulada de la temporada.

#### A. D. Barrio México
El 23 de junio de 2014, Johnny se convierte en el nuevo estratega de Barrio México, de la Segunda División de Costa Rica. Cuando el fracaso de las temporadas anteriores para él habrían acabado al conquistar el título de Apertura, una apelación por parte de Puntarenas en enero de 2015 hizo que su equipo dejara el cetro y fuera descalificado de la etapa de cuartos de final.
En el Torneo de Clausura 2015 clasifica como líder del grupo B y perdió en la serie de cuartos de final ante Juventud Escazuceña.

#### Santos de Guápiles
El 14 de mayo de 2015, el entrenador regresa a la Primera División para ser el responsable técnico del Santos de Guápiles en sustitución del uruguayo César Eduardo Méndez. Hizo su debut el 2 de agosto por la primera fecha del Campeonato de Invierno, donde derrotó al Pérez Zeledón en condición de local de forma ajustada 1-0.
El 26 de octubre de 2017, pierde en penales la final de la Liga Concacaf contra el Olimpia de Honduras, torneo en el cual había permanecido invicto en las rondas anteriores.

#### Pérez Zeledón
El 9 de marzo de 2020, el Pérez Zeledón confirmó la incorporación de Chaves al equipo en sustitución de Omar Royero.
El 2 de febrero de 2021, Johnny fue destituido del club por resultados adversos durante su gestión.

#### Municipal Grecia
El 25 de marzo de 2021, el Municipal Grecia confirmó la incorporación de Johnny Chaves al equipo en sustitución de Gilberto Martínez Vidal. Abandonó al equipo al inicio del Torneo de Clausura 2022 por razones de salud.

## Fallecimiento
Luego de varios meses de enfermedad y tratamiento, Johnny Chaves falleció en la noche del 18 de agosto de 2022 en su casa en Granadilla de Currdabat,  a la edad de 61 años, a causa de un cáncer de colon.

## Estadísticas

### Rendimiento
Datos actualizados al último partido dirigido el 27 de noviembre de 2021.
| Equipo                    | Div.  | País       | Desde                    | Hasta                  | Estadísticas | Estadísticas | Estadísticas | Estadísticas | Estadísticas | Estadísticas |
| Equipo                    | Div.  | País       | Desde                    | Hasta                  | PJ           | PG           | PE           | PP           | Puntos       | %            |
| ------------------------- | ----- | ---------- | ------------------------ | ---------------------- | ------------ | ------------ | ------------ | ------------ | ------------ | ------------ |
| Pérez Zeledón             | 1.ª   | Costa Rica | 20 de junio de 2005      | 2 de diciembre de 2007 | 99           | 40           | 26           | 33           | 146          | 49.15%       |
| Universidad de Costa Rica | 1.ª   | Costa Rica | 5 de diciembre de 2007   | 29 de abril de 2010    | 82           | 20           | 21           | 41           | 81           | 32.92%       |
| C. S. Cartaginés          | 1.ª   | Costa Rica | 30 de abril de 2010      | 28 de agosto de 2012   | 86           | 33           | 28           | 25           | 127          | 49.22%       |
| A. D. San Carlos          | 1.ª   | Costa Rica | 10 de septiembre de 2012 | 6 de mayo de 2013      | 35           | 9            | 9            | 17           | 36           | 34.28%       |
| Deportivo Mictlán         | 1.ª   | Guatemala  | 31 de octubre de 2013    | 28 de abril de 2014    | 27           | 9            | 7            | 11           | 34           | 41.97%       |
| A. D. Barrio México       | 2.ª   | Costa Rica | 23 de junio de 2014      | 13 de mayo de 2015     | 40           | 22           | 7            | 11           | 73           | 60.83%       |
| Santos de Guápiles        | 1.ª   | Costa Rica | 14 de mayo de 2015       | 9 de marzo de 2020     | 250          | 90           | 66           | 94           | 336          | 44.80%       |
| Pérez Zeledón             | 1.ª   | Costa Rica | 9 de marzo de 2020       | 2 de febrero de 2021   | 29           | 6            | 7            | 16           | 25           | 28.74%       |
| Municipal Grecia          | 1.ª   | Costa Rica | 25 de marzo de 2021      | presente               | 30           | 9            | 9            | 12           | 36           | 40.00%       |
| Total                     | Total | Total      | Total                    | Total                  | 678          | 238          | 180          | 260          | 894          | 43.95%       |

- Incluye datos de la Copa Interclubes UNCAF 2005 dirigiendo al equipo de Pérez Zeledón.
- Incluye datos del Torneo de Copa 2015, Liga Concacaf 2017 y 2018 dirigiendo al equipo del Santos de Guápiles.

## Palmarés

### Distinciones individuales
| Distinción                                                                       | Año  |
| -------------------------------------------------------------------------------- | ---- |
| Director técnico con más partidos dirigidos en la Primera División de Costa Rica | 2022 |